# Stół bilardowy

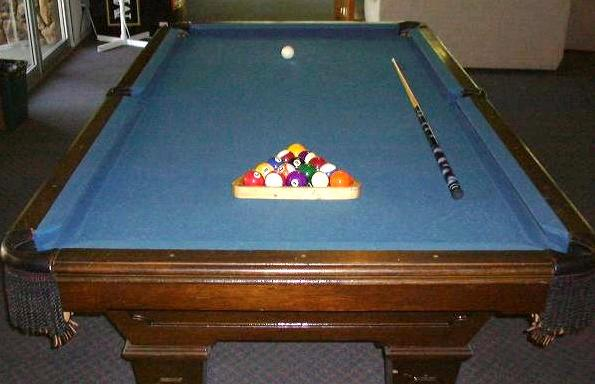
Stół do bilardu z kijem oraz bilami ułożonymi w trójkącie

Stół bilardowy – stół skonstruowany i przystosowany do grania na nim w bilard. Spotyka się stoły bilardowe w różnych rozmiarach, co najczęściej związane jest z przeznaczeniem stołu do gry w odpowiednią odmianę bilardu. Określenie stół bilardowy odnosi się do ogółu stołów na których można rozegrać grę w którąś z odmian bilardu, jednak najczęściej określenie to kojarzy się z prostokątnym stołem z sześcioma łuzami – mimo to można spotkać stoły okrągłe, sześciokątne, lub o bardziej wymyślnych kształtach.

## Budowa i elementy
Stół bilardowy składa się z ogólnego szkieletu, nałożonej na niego płyty (najczęściej łupkowej). Na płytę naciągnięte jest sukno, a z każdego boku na stół założone są bandy. W rogach stołu, oraz na środku dłuższego boku, znajdują się łuzy (najczęściej, jednak np. do karambolu używa się stołu bez łuz).

### Szkielet
Ogólny szkielet stołu wykonany jest z mocnego materiału, gdyż musi on utrzymać ciężką płytę kamienną. W zależności od rozmiarów stołu i płyty, stół bilardowy może posiadać 4, 6 lub 8 nóg. Najczęściej stosowane materiały do wykonania szkieletu stołu to drewno, laminat, fornir, lub też drewno w połączeniu z metalem. Dodatkowo w stół może zostać wbudowany specjalny mechanizm, umożliwiający zarobkowe wykorzystanie stołu.

### Płyta
Płyta, nazywana też płytą kamienną bądź płytą grającą, wykonana jest z łupku, z racji że skałę tę można łatwo wygładzić i wypolerować, czyniąc ją niemal idealnie płaską. Płyta przeznaczona do stołu bilardowego ma zazwyczaj około 1,9 – 2,54 cm (3/4 – 1 cala) grubości, oraz wagę około 180 – 272 kg. Aby ułatwić transport płyty, oraz uchronić ją od możliwych pęknięć, płyta jest zazwyczaj podzielona na trzy części o wadze 68 – 91 kg. Ma to zarówno swoje wady jak i zalety – zaletą jest zmniejszenie kosztów transportu, jednak podczas składania stołu konieczne jest idealne dopasowanie wszystkich części, tak aby tworzyły równą powierzchnię. Rozmiar płyty często jest większy niż rzeczywisty rozmiar pola do gry – daje to możliwość umieszczenia band na płycie. Poza tym, stosuje się też podklejanie drewnianej ramy na dole płyty – wtedy sukno jest mocowane właśnie do tej ramy np. zszywkami, a nie przyklejone klejem bezpośrednio do płyty.
W tańszych stołach, np. przeznaczonych do użytku wyłącznie rekreacyjnego, płyta grająca może być zrobiona z innego materiału niż łupek, np. z odpowiedniego rodzaju plastiku, lub drewna.

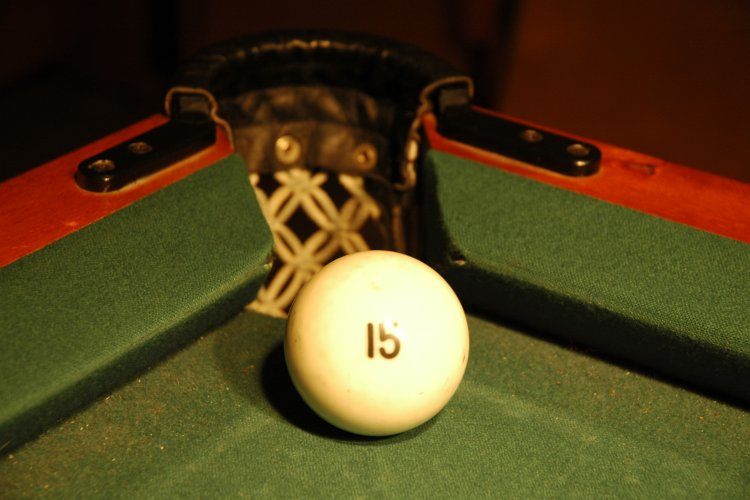
Bila przed łuzą, obok dwóch band (Ruska piramida)

### Bandy
Bandy wykonane są z elastycznego materiału, np. wulkanizowanej gumy. Zazwyczaj, tak samo jak płyta stołu, pokryte są suknem. Odpowiedni materiał użyty do konstrukcji bandy zapewnia zminimalizowanie straty siły uderzenia podczas uderzania bili o bandę. Bandy mogą mieć kształt trójkątny, lub kształt litery L (używane np. w Snookerze). Kształt oraz rozmiar określa się za pomocą litery oraz cyfry – np. K-55, K-66, L-77, L-88.

### Sukno
Sukno którym pokryta jest płyta stołu często nazywane jest filcem, jednak wykonane jest z wełny (czystej lub z domieszką nylonu). Najczęściej spotykanym kolorem sukna jest zieleń, jednak obecnie coraz częściej spotkać można także sukna koloru niebieskiego czy czerwonego. Sukno jest ważnym elementem, ponieważ znacznie wpływa na szybkość toczenia się bili, oraz jej rotację.

## Rozmiar
Pole do gry jest prostokątne, dwa razy dłuższe niż szersze. Podając rozmiar często podaje się go w stopach, czasami podając tylko długość (np. 3,5 × 7 stóp określa się stołem o rozmiarze 7 stóp). Spotyka się stoły o rozmiarach od 6 do 12 stóp.
| Wymiary w ft | Wymiary w cm |
| ------------ | ------------ |
| 12 x 6       | 366 x 183    |
| 10 x 5       | 304 x 152    |
| 9 x 4,5      | 274 x 137    |
| 8 x 4        | 244 x 122    |
| 7 x 3,5      | 214 x 107    |
| 6 x 3        | 182 x 91     |

### Wymiary turniejowe
Wymiary stołu bilardowego używanego na turniejach WPA są ściśle określone. Wysokość, na którym znajduje się pole gry, musi mieścić się w przedziale 74,295 – 78,74 cm (29,1 – 31 cali). Grubość płyty musi wynosić co najmniej 2,54 cm (1 cal), tak aby maksymalne wygięcie powierzchni do gry nie przekroczyło 0,508 mm (0,02 cala) w długości oraz 0,254 mm (0,01 cala) w szerokości. Powierzchnia powinna być tak skonstruowana, aby przy nacisku równym 90,7 kg na środek, wygięcie nie przekroczyło 0,762 mm (0,03 cala). Płyty użyte w stołach turniejowych muszą składać się z 3 równych części, z drewnianą ramą podklejoną pod spód. Grubość ramy musi wynosić przynajmniej 7,61 cm (3 cale).